# Eubliastes
Eubliastes is een geslacht van rechtvleugeligen uit de familie sabelsprinkhanen (Tettigoniidae). De wetenschappelijke naam van dit geslacht is voor het eerst geldig gepubliceerd in 1960 door Max Beier.

## Soorten
Het geslacht Eubliastes omvat de volgende soorten:
- Eubliastes adustus Bolívar, 1881
- Eubliastes aethiops Brunner von Wattenwyl, 1895
- Eubliastes apolinari Hebard, 1927
- Eubliastes chlorodictyon Montealegre-Z. & Morris, 1999
- Eubliastes conspersus Scudder, 1869
- Eubliastes ferrugineus Brunner von Wattenwyl, 1895
- Eubliastes festae Giglio-Tos, 1898
- Eubliastes pollonerae Griffini, 1896
- Eubliastes willemsei Beier, 1960